# 圣奥诺雷莱班
圣奥诺雷莱班（法語：Saint-Honoré-les-Bains，法語發音：[sɛ̃t‿ɔnɔʁe le bɛ̃]）是法国涅夫勒省的一个市镇，位于该省南部偏东，属于希农堡（城）区。

## 地理
圣奥诺雷莱班（46°54'21"N, 3°50'25"E）面积25.12 平方千米，位于法国勃艮第-弗朗什-孔泰大區涅夫勒省，该省份为法国中部省份，北至约讷省，西北接卢瓦雷省，西接谢尔省，南至阿列省，东南接索恩-卢瓦尔省，东临科多尔省。
与圣奥诺雷莱班接壤的市镇（或旧市镇、城区）包括：普雷波尔谢、塞姆莱、旺德内斯、维拉普松。
圣奥诺雷莱班的时区为UTC+01:00、UTC+02:00（夏令时）。

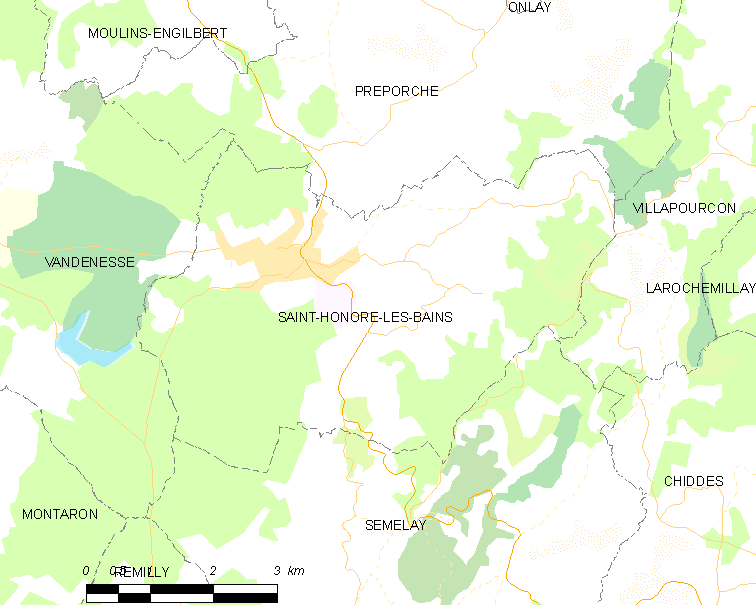
圣奥诺雷莱班的OSM定位图

## 行政
圣奥诺雷莱班的邮政编码为58360，INSEE市镇编码为58246。

## 政治
圣奥诺雷莱班所属的省级选区为吕济县。

## 人口

1962-2008年间圣奥诺雷莱班人口变化图示

圣奥诺雷莱班于2022年1月1日时的人口数量为687人。